# Viscount Harberton
Viscount Harberton ist ein erblicher britischer Adelstitel in der Peerage of Ireland.
Heutiger Familiensitz der Viscounts ist Rockfield House in Nunney, Somerset.

## Verleihung und nachgeordnete Titel
Der Titel wurde am 5. Juli 1791 für den Politiker Arthur Pomeroy, 1. Baron Harberton geschaffen. Dieser war von 1761 bis 1783 Abgeordneter für Kildare im irischen House of Commons gewesen. Bereits am 10. Oktober 1783 war ihm der fortan nachgeordnete Titel Baron Harberton, of Carbery in the County of Kildare, verliehen worden.
Heutiger Titelinhaber ist seit 2004 sein Ur-ur-urenkel Henry Pomeroy, 11. Viscount Harberton.

## Liste der Viscounts Harberton (1791)
- Arthur Pomeroy, 1. Viscount Harberton (1723–1798)
- Henry Pomeroy, 2. Viscount Harberton (1749–1829)
- Arthur Pomeroy, 3. Viscount Harberton (1753–1832)
- John Pomeroy, 4. Viscount Harberton (1758–1833)
- John Pomeroy, 5. Viscount Harberton (1790–1862)
- James Pomeroy, 6. Viscount Harberton (1836–1912)
- Ernest Pomeroy, 7. Viscount Harberton (1867–1944)
- Ralphe Pomeroy, 8. Viscount Harberton (1874–1956)
- Henry Pomeroy, 9. Viscount Harberton (1908–1980)
- Thomas Pomeroy, 10. Viscount Harberton (1910–2004)
- Henry Pomeroy, 11. Viscount Harberton (* 1958)

Titelerbe (Heir apparent) ist der Sohn des aktuellen Titelinhabers Hon. Patrick Pomeroy (* 1995).